# Burg Ekberg

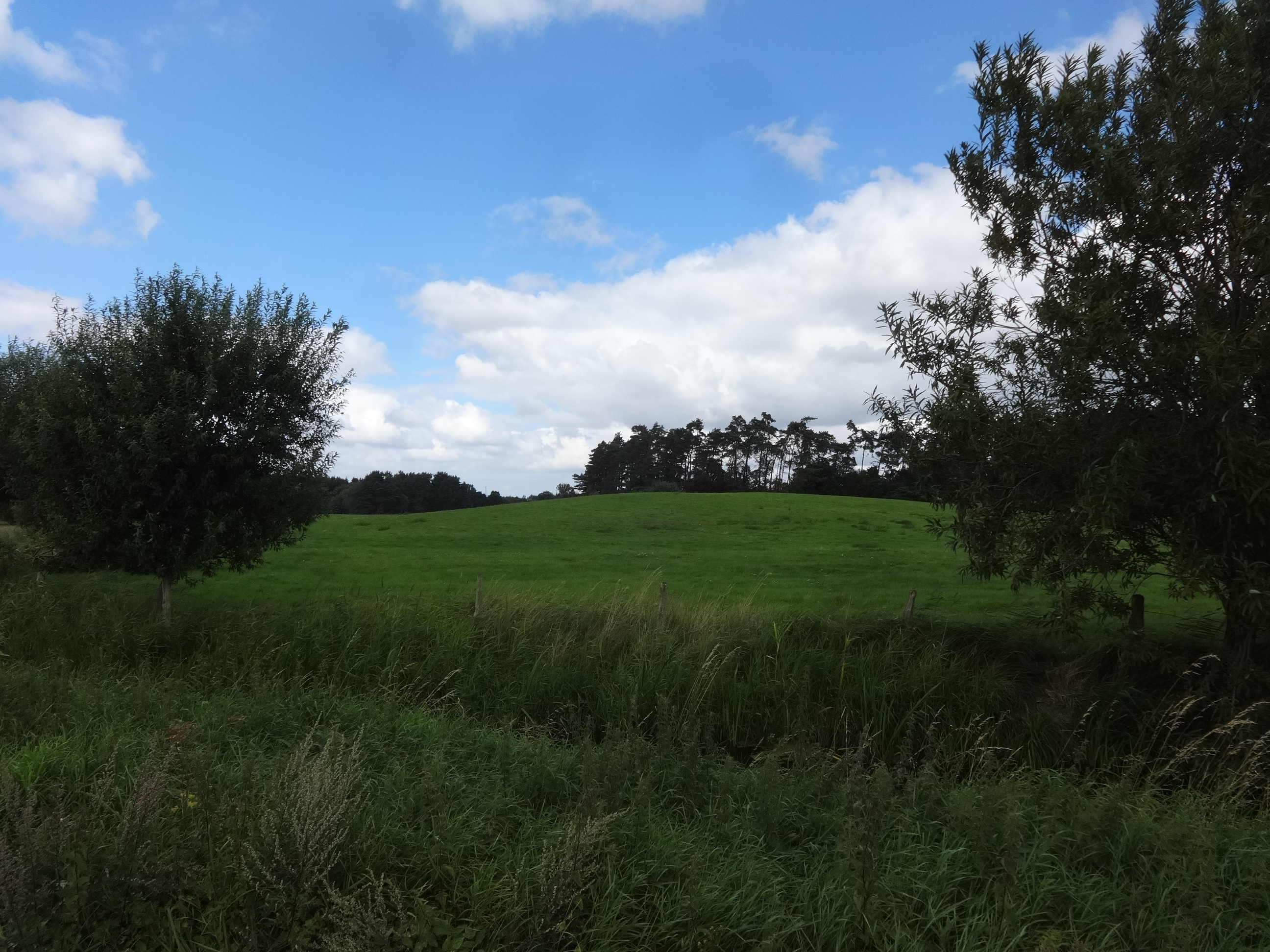
Turmhügel der Burg Ekberg

Die Burg Ekberg, auch als Feste Ekbergk oder Schloss Ekberg bezeichnet, ist eine ehemalige Burg bei Segebadenhau, einem Ortsteil von Sundhagen, im Landkreis Vorpommern-Rügen. Sie war ein Sitz der Herren von Gristow und landesherrliche Burg der Fürsten von Rügen.

## Lage
Die Burg Ekberg befand sich auf einem heute als Schloßberg bezeichneten Turmhügel am Rienegraben bei Segebadenhau.

## Geschichte
Die Erbauer der Burg Ekberg, die Herren von Gristow stammten von Barnuta, dem ältesten Sohn des Rügenfürsten Jaromar I. ab. Der genaue Zeitpunkt der Errichtung, wahrscheinlich in der zweiten Hälfte des 13. Jahrhunderts, der zu ihrer Zeit bedeutenden landesherrlichen Befestigung ist nicht bekannt.
Während des Ersten Rügischen Erbfolgekrieges unternahmen die mecklenburgischen Truppen des Fürsten Heinrich II. mit denen Johann von Gristow sich verbündet hatte, von Grimmen und der Burg Ekberg aus einen Zug gegen die Stadt Greifswald. Die Mecklenburger wurden bei Griebenow geschlagen. Die Truppen der Greifswalder und der mit ihnen verbündeten Städte und angeworbene Ritter versuchten anschließend zweimal erfolglos die Burg Ekberg zu erobern.
Erst vor 1331 gelang es während einer erneuten Fehde der Stadt Greifswald mit Johann von Gristow einem Aufgebot der Greifswalder die Burg einzunehmen und vollständig zu zerstören. In der im Greifswalder Stadtarchiv vorhandenen Urkunde von 1331 wurde jedoch vor Gericht ein Vergleich zwischen den Parteien festgelegt, nach dem Greifswald an Johann von Gristow 400 Mark als Entschädigung zu zahlen hatte.
Im weiteren Verlauf des 14. Jahrhunderts erwarben die Greifswalder von den in finanzielle Schwierigkeiten geratenen Gristower Herren umfangreichen Landbesitz nördlich des Ryck, so dass für die Gristower ein Wiederaufbau der Burg nicht in Betracht kam.

## Anlage
Ekberg war ihrer Lage nach eine Niederungsburg, die als Turmhügelburg errichtet wurde. Sie ist eine zweigliedrige Turmhügelburganlage. Die archäologischen Funde zeigen die übliche frühdeutsche (1230 bis 1400) blaugraue Keramik, Ziegelreste und Knochenteile. Die nach der Zerstörung 1331 noch nutzbaren Baumaterialien wurden in den folgenden Jahrhunderten abtransportiert. Die Anlage ist heute als bedeutendes Bodendenkmal registriert.